# Gundsømagle Sogn
Gundsømagle Sogn 

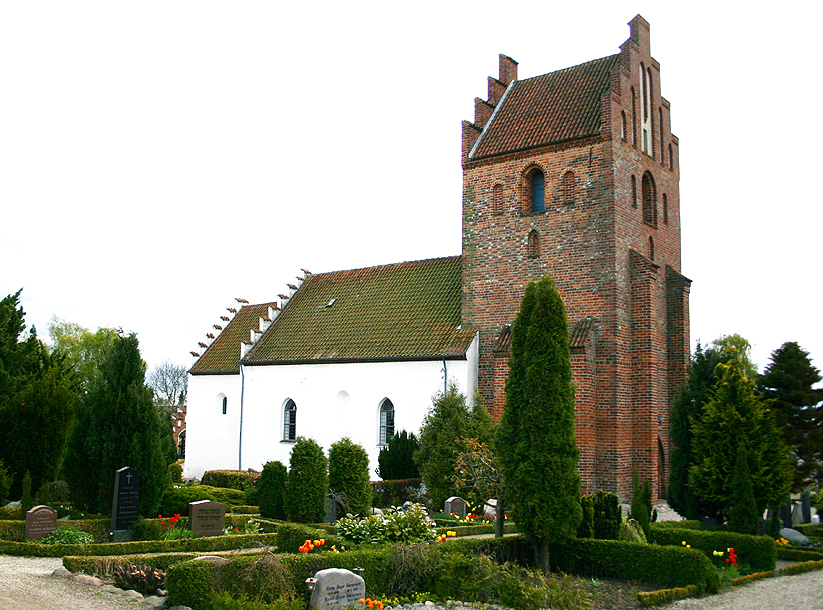
Gundsømagle Kirke

ist eine Kirchspielsgemeinde (dän.: Sogn)
auf der Insel Sjælland im südlichen Dänemark.
Bis 1970 gehörte sie zur Harde Sømme Herred im damaligen Københavns Amt (bis 1808: Roskilde Amt), danach zur Gundsø Kommune im „neuen“ Roskilde Amt, die im Zuge der  Kommunalreform zum 1. Januar 2007 in der Roskilde Kommune in der Region Sjælland aufgegangen ist.
Im Kirchspiel leben 3067 Einwohner, davon 2733 im Kirchdorf (Stand: 1. Januar 2023).
Im Kirchspiel liegt die Kirche „Gundsømagle Kirke“ und mehrere Megalithanlagen, darunter der Runddysse von Aasholm, der Hovdysse und der Thoradysse.
Nachbargemeinden sind im Süden Kirkerup Sogn und im Nordwesten Jyllinge Sogn, ferner in der nordöstlich gelegenen Egedal Kommune Ølstykke Sogn und Stenløse Sogn.